# Verve Records
Verve Records, znana tudi kot The Verve Music Group, je ameriška glasbena založba, ki jo je leta 1956 ustanovil Norman Granz. Lasti si največji jazz katalog na svetu, ki vsebuje posnetke izvajalcev, kot so Ella Fitzgerald, Nina Simone, Stan Getz, Bill Evans in Billie Holiday. Založba vključuje kataloge založb Clef Records in Norgran Records, ki ju je prav tako ustanovil Granz, ter material, ki je prej pripadal založbi Mercury Records.
Pri založbi Verve so izšli tudi albumi nekaterih rock izvajalcev, kot so The Velvet Underground, Frank Zappa in The Mothers of Invention. Restrukturirana založba je sedaj del skupine Verve Label Group, katere lastnik je Universal Music Group. Pod to skupino spadajo tudi založbe Verve Forecast, Impulse in Decca Records.

## Zgodovina
Norman Granz je založbo Verve ustvaril, da bi produciral nove posnetke Elle Fitzgerald, katere menedžer je bil. Prvi album založbe je tako bil Ella Fitzgerald Sings the Cole Porter Song Book. Katalog se je večal v 50. in 60. letih 20. stoletja s posnetki izvajalcev, kot so Charlie Parker, Bill Evans, Stan Getz, Billie Holiday, Oscar Peterson, Ben Webster in Lester Young.
Do 60. let je Milton Rudin, Granzev odvetnik, zastopal Franka Sinatro in vedel, da želi Sinatra lastno založbo. Sinatra in Granz sta nato sklenila posel, vendar so pogajanja zastala zaradi cene in Sinatrove želje, da bi Granz ostal vodja založbe. Granz je leta 1961 prodal Verve podjetju Metro-Goldwyn-Mayer. Sinatra je vzpostavil založbo Reprise Records in najel Moa Ostina, direktorja založbe Verve, da bi postal vodja založbe Reprise. Creed Taylor je takrat postal glavni producent založbe Verve. Taylor je začel z bolj komercialnim pristopom in odpovedal več pogodb. Z izdajami albumov Jazz Samba, ki sta ga posnela Stan Getz in Charlie Byrd, Getz/Gilberto, ki sta ga posnela Getz in João Gilberto in Rain Forrest, ki ga je posnel Walter Wanderley, je v ZDA pripeljal bossa novo. V založbi sta takrat delovala tudi aranžerja Claus Ogerman in Oliver Nelson. Ogerman je dejal, da je med letoma 1963 in 1967 za Verve aranžiral med 60 in 70 albumov.
Leta 1964 je Taylor nadzoroval ustanovitev hčerinske založbe za izdajo ljudske glasbe, Verve Folkways, ki se je kasneje preimenovala v Verve Forecast Records. Leta 1967 je Taylor zapustil založbo Verve in ustanovil svojo založbo CTI Records. Poleg jazza je katalog založbe Verve vseboval posnetke izvajalcev The Righteous Brothers, The Velvet Underground, Frank Zappa & the Mothers of Invention, Rare Earth in The Blues Project, pa tudi serijo plošč "Sound Impressions of an American on Tour", ki so bile ustvarjene v sodelovanju z revijo Esquire.
Čeprav se plošče skupine The Velvet Underground sprva niso dobro prodajale, je skupina postala ena najvplivnejših izvajalcev v rock glasbi. Njihov debitantski album, The Velvet Underground & Nico, velja za enega najpomembnejših rock albumov vseh časov.
V 70. letih je založba Verve postala del podjetja PolyGram, katalog založbe pa se je še razširil z jazz katalogom založbe Mercury/EmArcy, ki jo je pred tem kupilo podjetje Philips, sicer delni lastnik Polygrama. Založba Verve je postala Verve Music Group, ko se je leta 1999 podjetje PolyGram združilo s podjetjem Universal Music Group. Jazz posnetki združenih podjetij so pripadli tej podskupini.
Leta 1990 je britanska skupina Talk Talk sklenila pogodbo z založbo Polydor Records potem, ko je prišlo do konlifktov z njeno prejšnjo založbo EMI zaradi pomanjkanja komercialne privlačnosti na njenem četrtem albumu, Spirit of Eden. Peti in zadnji album skupine, Laughing Stock je 16. septembra 1991 izšel pri založbi Verve. Čeprav so bili kritiki in ljubitelji nekoliko razdeljeni, je bil album prepoznan kot mojstrovina in kot predhodnik post-rock gibanja.
V 90. letih je kot del serije PolyGram Classics and Jazz, založba Verve sklenila pogodbe z izvajalci, kot so Herbie Hancock, Wayne Shorter, Joe Henderson, Roy Hargrove, John Scofield, Shirley Horn, Betty Carter, Abbey Lincoln, Chris Botti, Jeff Lorber, Gino Vannelli, Art Porter, Will Downing, Incognito.
Ko sta se leta 1998 združili podjetji Universal in PolyGram, je bila založba Verve združena z založbo GRP Records v Verve Music Group. Po začetku izdajanja žanrov Americana in Adult Contemporary, je bila korporativno povezana s podjetjem Universal Music Enterprises in ni bila več samostojna založba.
Verve upravlja z večino jazz kataloga, ki je nekoč pripadal založbi PolyGram (razen posnetkov Herba Alperta za založbo A&M Records, s katerimi upravlja Shout! Factory), Impulse! Records pa upravlja z delom kataloga Universal, ki je nekoč pripradal ABC Records. GRP upravlja s preostankom jazz kataloga Universal, vključno z izdajami založb Decca Records in Chess Records.
Verve Label Group je svojo produkcijo razširila preko jazza na klasično glasbo, progresivni pop in scensko glasbo (z vključitvijo založbe Decca Broadway in prevzemom katalogov scenske glasbe založb EMI, MGM Records in MCA Records).

## Verve Label Group
Verve Label Group je ameriška divizija podjetja Universal Music Group, ki se ukvarja s sodobno glasbo, klasično glasbo in jazzom. Vsebuje založbe Verve (Verve Records, Verve Forecast Records), Impulse! Records in Universal Music Classics (Decca Gold, Decca Records, Decca Classics, Deutsche Grammophon, ECM Records).
20. maja 2016 je Danny Bennett postal izvršni direktor Verve Label Group. Sedež podjetja se je kasneje preselil v New York.
Marca 2019 je bilo podjetje restrukturirano v svojo globalno klasično in jazz enoto. Izvršni direktor in predsednik Universal Classics and Jazz je vodil podjetje, Bennett pa je zapustil svoje delovno mesto. Maja 2019 je bila znova zagnana založba Decca Broadway.